# 側錐十二面体
側錐十二面体（そくすいじゅうにめんたい、Augmented dodecahedron）は、58番目のジョンソンの立体であり、正十二面体の1つの側面に正五角錐を貼り付けたものである。

## 近縁な図形
| 正十二面体 （角錐を取り除く）                 | 正五角錐 （正十二面体を取り除く）    | 双側錐十二面体 （正五角錐を反対側に追加） |
| 二側錐十二面体 （正五角錐を反対側以外に追加） | 三側錐十二面体 （正五角錐を2つ追加） |                                           |